# كأس تونس 2015–16
كأس تونس لكرة القدم 2015-2016 هو الموسم رقم 59 منذ الاستقلال وال84 منذ إنشائه من كأس تونس لكرة القدم.

فاز بهذا الموسم الترجي الرياضي التونسي، وجاء ثانيا النادي الإفريقي. 

## روابط خارجية
- الموقع الرسمي للجامعة التونسية لكرة القدم.